# Gare de L'Île-Rousse
La gare de L'Île-Rousse est une gare ferroviaire française de la ligne de Ponte-Leccia à Calvi (voie unique à écartement métrique), située sur le territoire de la commune de L'Île-Rousse, dans le département de la Haute-Corse et la Collectivité territoriale de Corse (CTC).
C'est une gare des Chemins de fer de la Corse (CFC) desservie par des trains « grande ligne ». C'est également l'un des terminus de la « desserte suburbaine de Balagne » avec une desserte quotidienne renforcée entre L'Île-Rousse et Calvi.

## Situation ferroviaire
Établie à 4 mètres d'altitude, la gare de L'Île-Rousse est située au point kilométrique (PK) 98,1 de la ligne de Ponte-Leccia à Calvi (voie unique à écartement métrique), entre les gares du Camping Monticello (AF) et de Bodri.
C'est une gare d'évitement avec une deuxième voie pour le croisement des trains et des voies de service.
En 2010, le plan de voie de la gare a été entièrement renouvelé et modifié avec l'aménagement de nouveaux quais longs, et d'une voie en impasse dédiée au stationnement des navettes de la « desserte suburbaine de Balagne ».

## Service des voyageurs

### Accueil
Gare CFC, elle dispose d'un bâtiment voyageurs, avec guichet ouvert tous les jours. Le bâtiment n'est séparé de la mer seulement que par une rue et de la mairie que par quelques mètres.   
La traversée de la voie et l'accès au quai central s'effectue par un passage piétonnier en dalles de caoutchouc proche du bâtiment voyageurs. Accès aux personnes à mobilité réduite.

### Desserte
L'Île-Rousse est desservie par des trains CFC « grande ligne » de la relation : Bastia, ou Ponte-Leccia, - Calvi. C'est également une gare principale (terminus) de la « desserte suburbaine de Balagne » desservie par des trains CFC de la relation Calvi - Île-Rousse. Les horaires sont fluctuants en fonction de la saison (juillet-Août) et du hors saison (le reste de l'année).

### Intermodalité
Un parking pour les véhicules y est aménagé sur l'entrée de la gare.

## Galerie de photographies

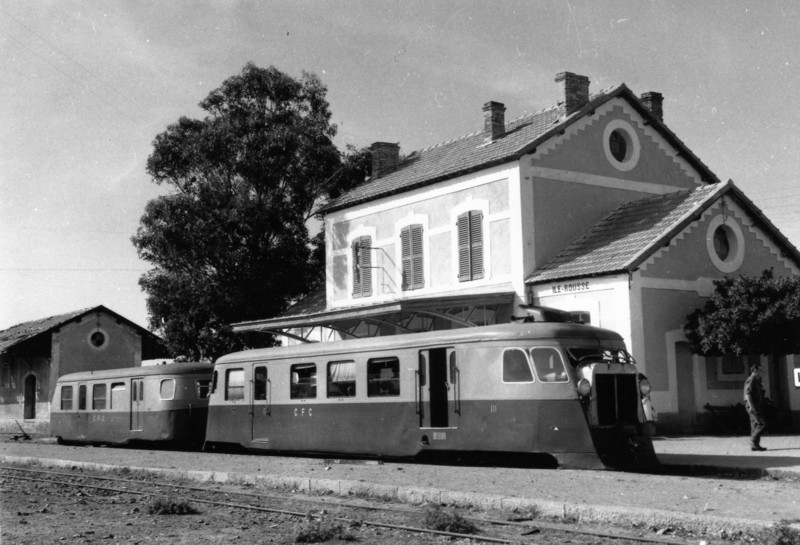
Un autorail Billard à l'arrêt avec sa remorque en 1958.
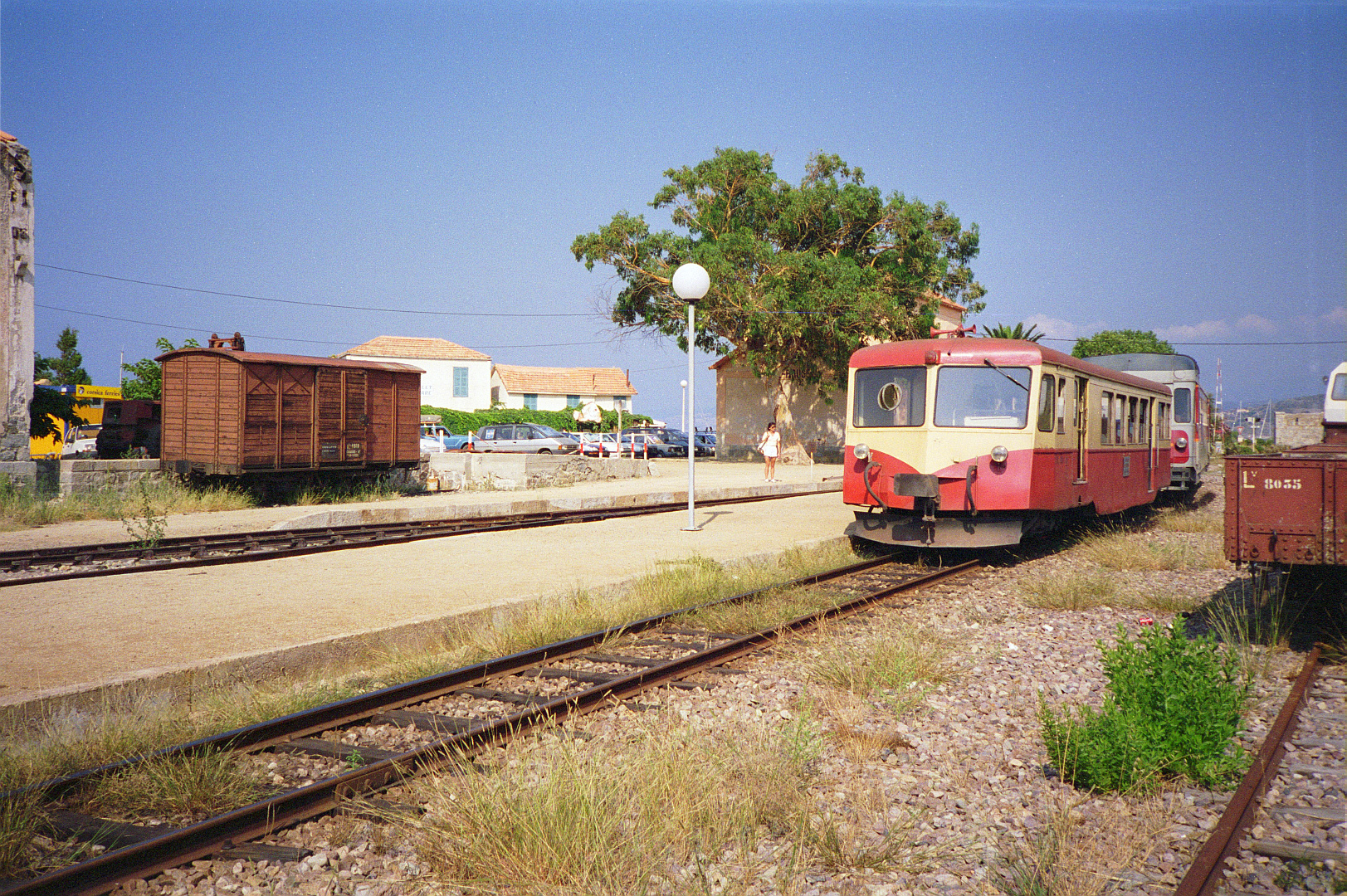
Un train-tramway pour Calvi en août 1994 composé de sa remorque pilote et un Renault ABH 8.
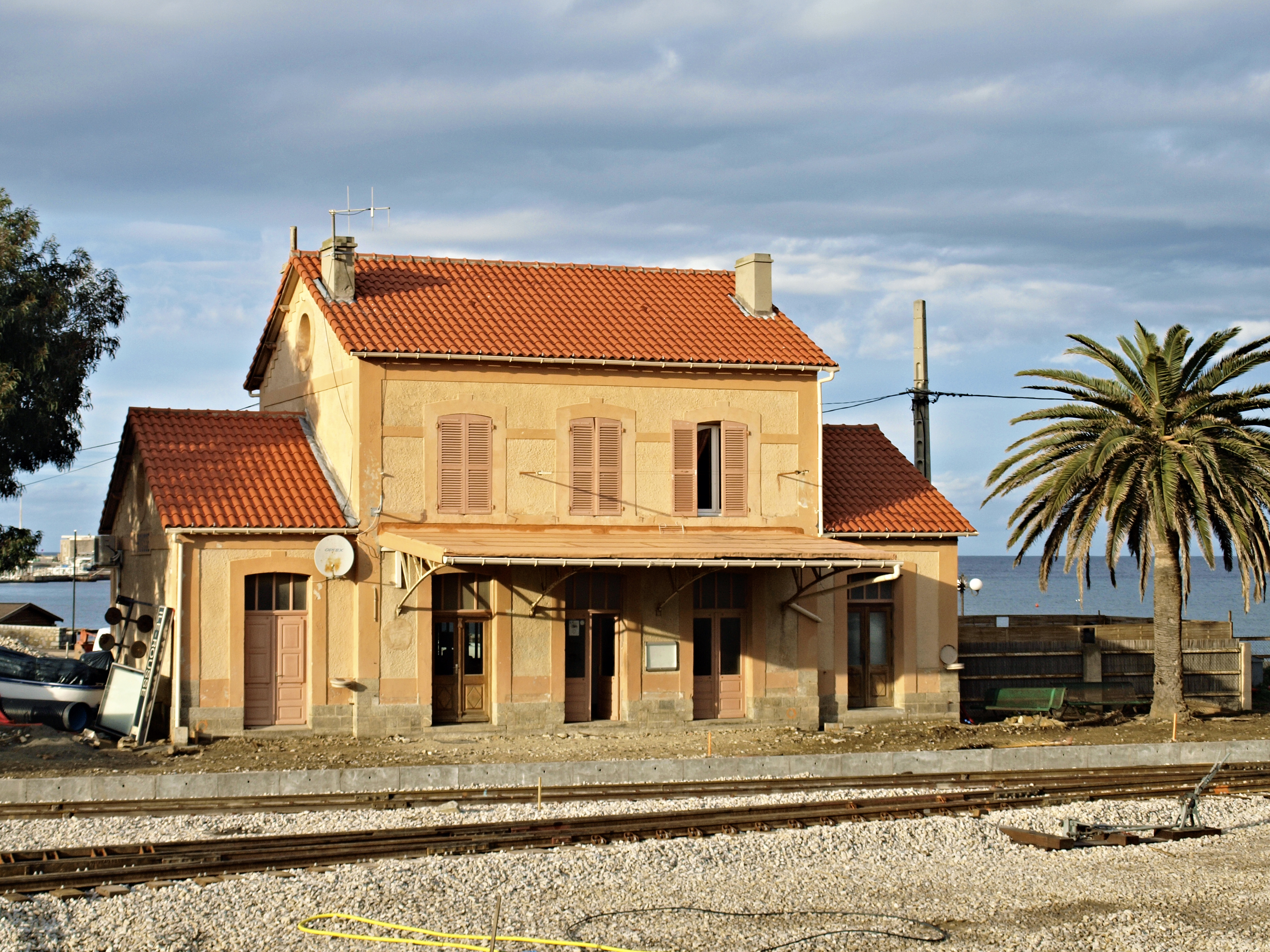
Le bâtiment voyageur en mars 2010 côté voies.
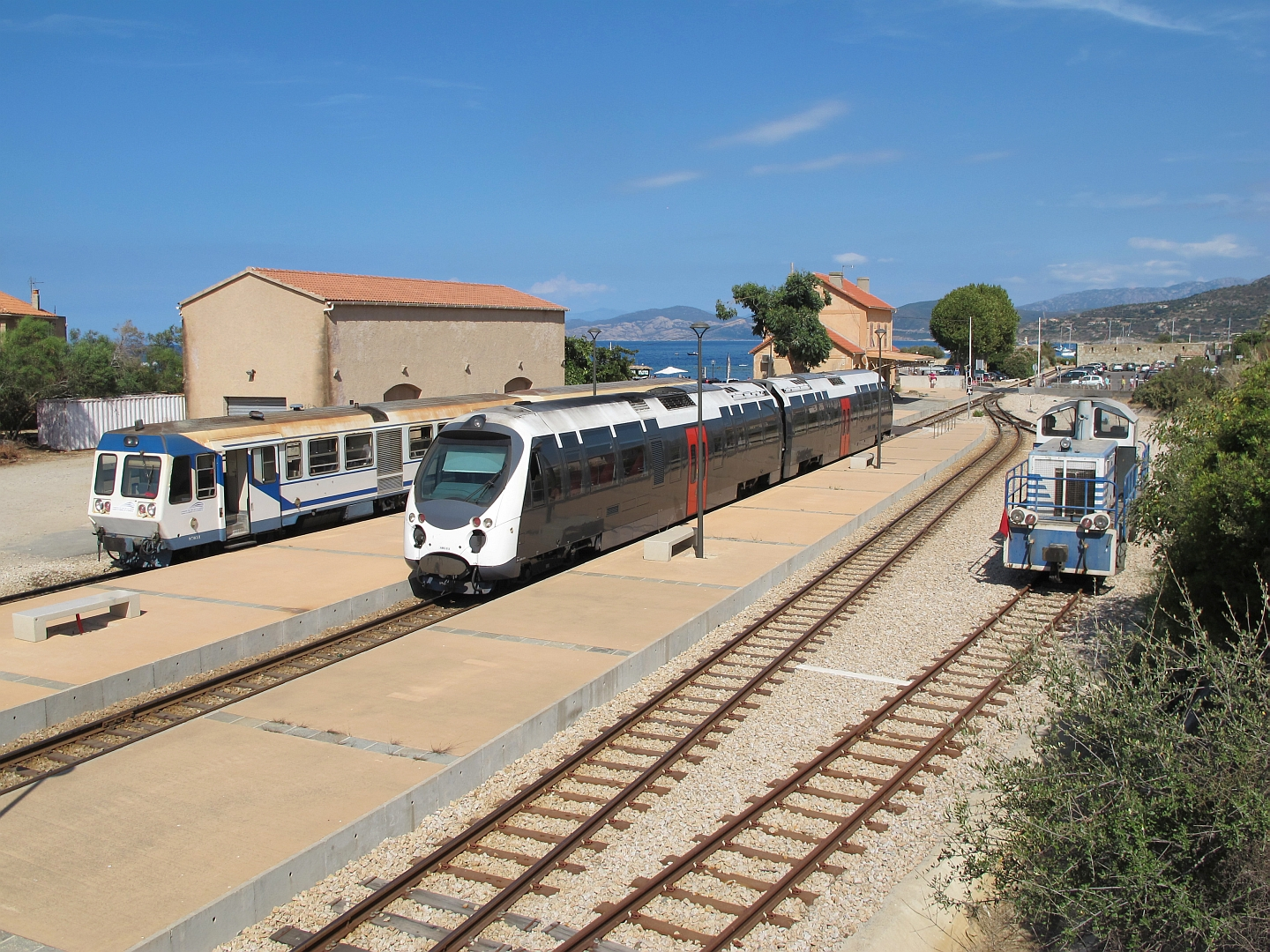
La gare avec ses nouvelles voies et nouveaux quais en juillet 2015. Un X 97050 à gauche et un AMG 800 à quai, et la BB 406 à droite.